# マルパッセダム
マルパッセダム（Malpasset Dam）は、フランス、プロヴァンス＝アルプ＝コート・ダジュール地域圏、ヴァール県を流れるレイラン川に造られたダム。フレジュスの北7kmの地点にあった。1959年に決壊したことで知られる。

## 概要
高さ66.5m、堤頂長222m、貯水容量5,000万m3の水道・灌漑用水の取水を目的としたアーチ式コンクリートダム。アンドレ・コワンの設計。1952年に建設開始し、1954年に完成。遮水壁の厚さは底部で7m、頂部で1.5mで、当時としてはもっとも薄いアーチ式ダムだった。

## 決壊事故
1959年12月2日の夜、堤体が完成してから初めて大雨により満水状態になって16時間後の21時13分、左岸の基礎地盤が下流側へ移動して崩壊、ダムが決壊した。高さ40m、時速70kmに達した流水は下流の2つの村（マルパッセとボゾン）を飲み込み、フレジュスを経て海へ到達。死者421名（500名以上の説あり）という大災害となった。被害総額は6800万ドルに上った。
衝撃を受けた設計者のコワンは、失意のうちに翌1960年に死去した。

## 決壊の原因と教訓
アーチ式ダムは、ダムをアーチ状に上流側へたわませることで、水圧を袖部へ受け流し、両岸の岩盤に伝えて構造が維持するものである（詳細は、アーチ式ダムの項を参照）。しかしながら、マルパッセダムでは岩盤の強度を過大評価した（評価手法が十分に確立されていなかった）ために、急激な水量増加に耐え切れず岩盤が崩壊、次いで堤体も崩壊に至ったものである。数々の論争ののち、決壊の原因とされたのは、ダムの左側が接していた岩盤で、粘土で満たされた薄い地層が潤滑剤となって基礎をわずかに動かし、これがダムに亀裂を発生させた、というものだった。
ダムの決壊後、岩盤工学やダムの設計に必要な構造力学が飛躍的に進歩、そのきっかけとなった事件として現在も引き合いに出されることが多い。フランスは、マルパッセダムを工学的な教訓として残すべく、現地を崩壊当時のまま保存している。
この事故を受け、建設中であった黒部ダムの設計変更がなされた。資金調達していた世界銀行がアーチ式ダムの建設工法に危惧を抱き、ダムの堤高を引き下げるよう勧告を行った。関西電力の地質実験により、ダムの堤高を引き下げることはなかったが、岩盤が予想外に悪かったこともあり、設計を変更して両翼に重力式のウィングダムを設けた。この他、東京電力により計画されていた奈川渡ダムは、この事故を受けて堤高を当初案の175メートルから155メートルに変更している。

## ギャラリー

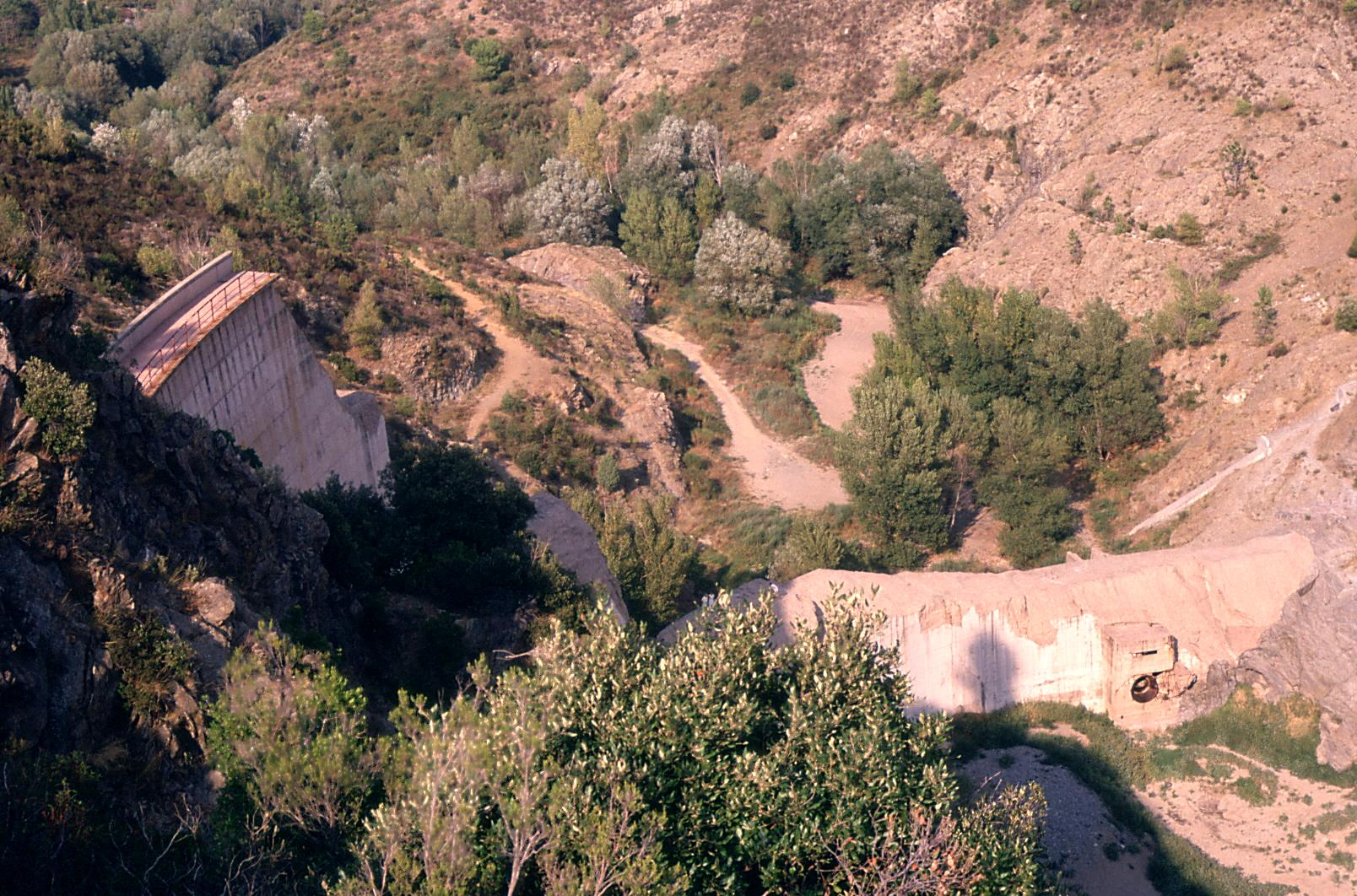
ダム本体跡（1988年に下流から撮影）
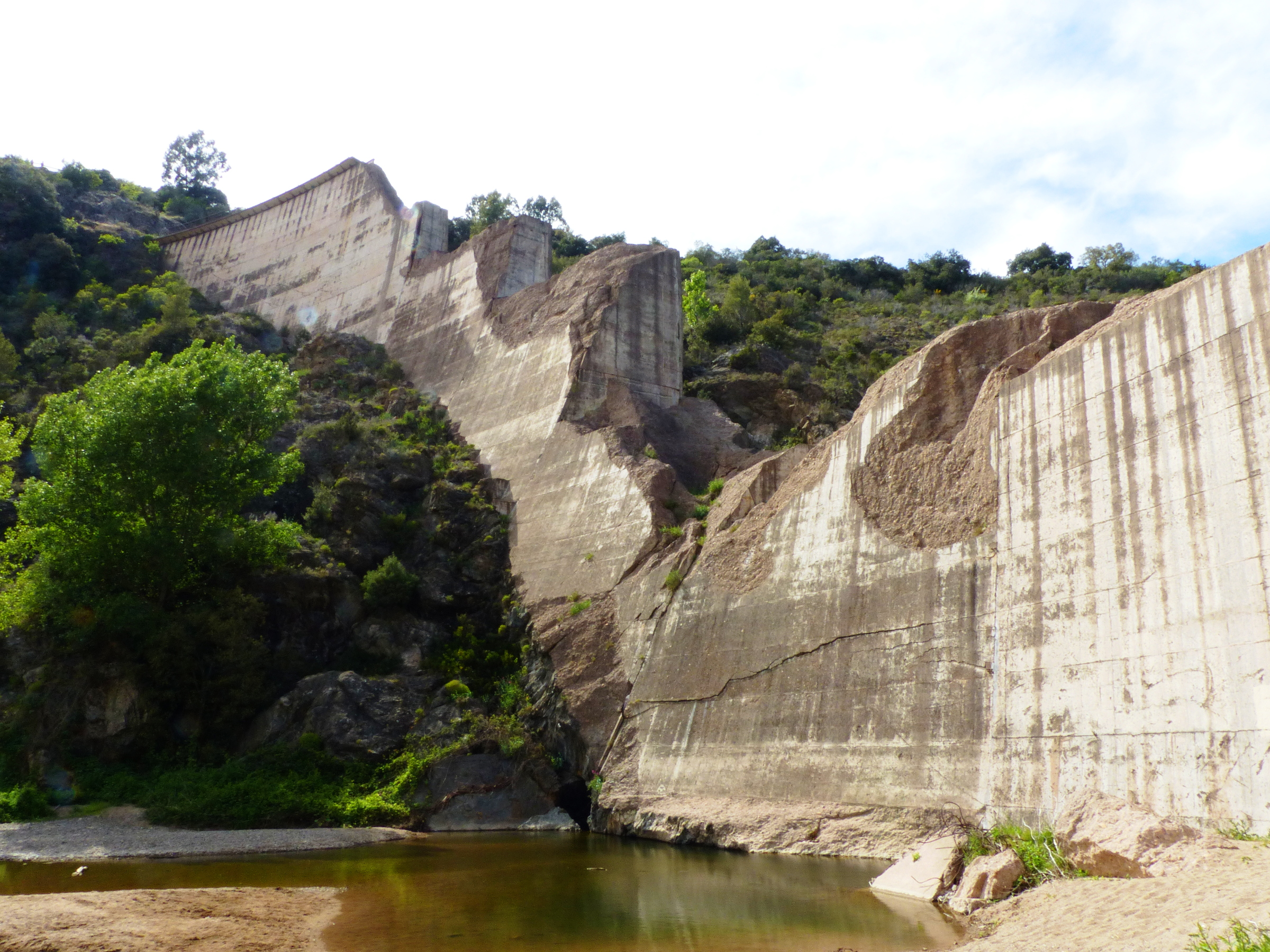
ダム本体跡（2014年撮影）。右岸側。
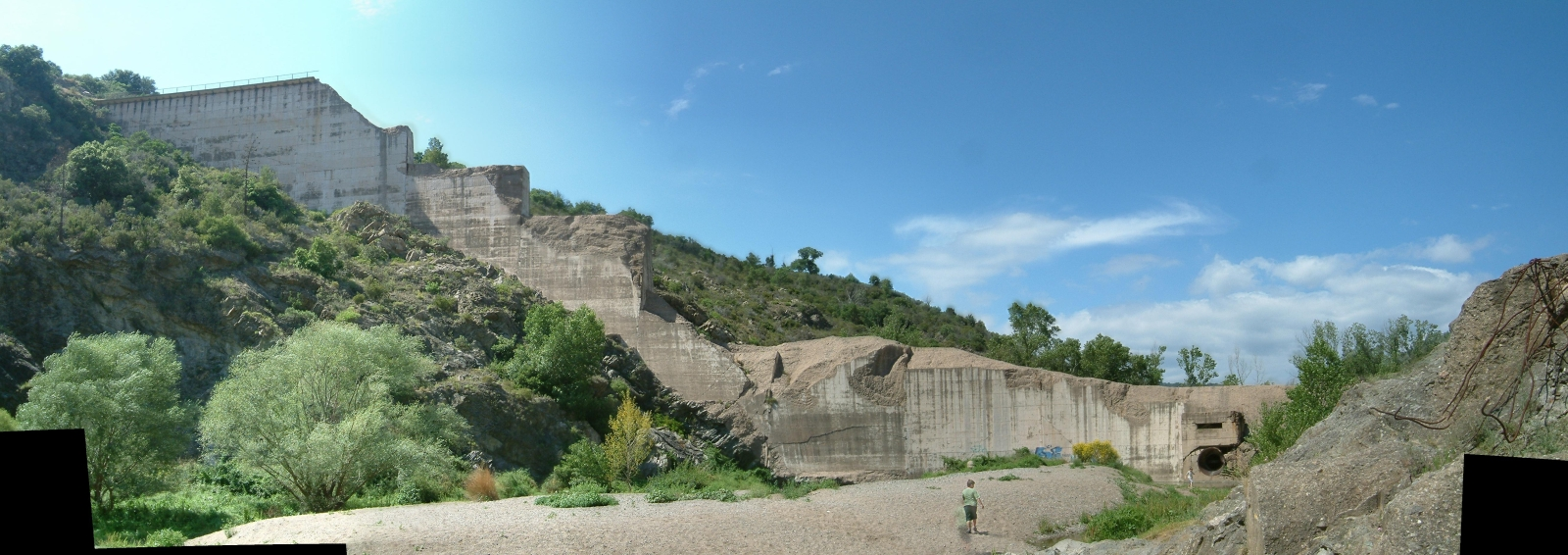
ダム本体跡（2007年撮影）
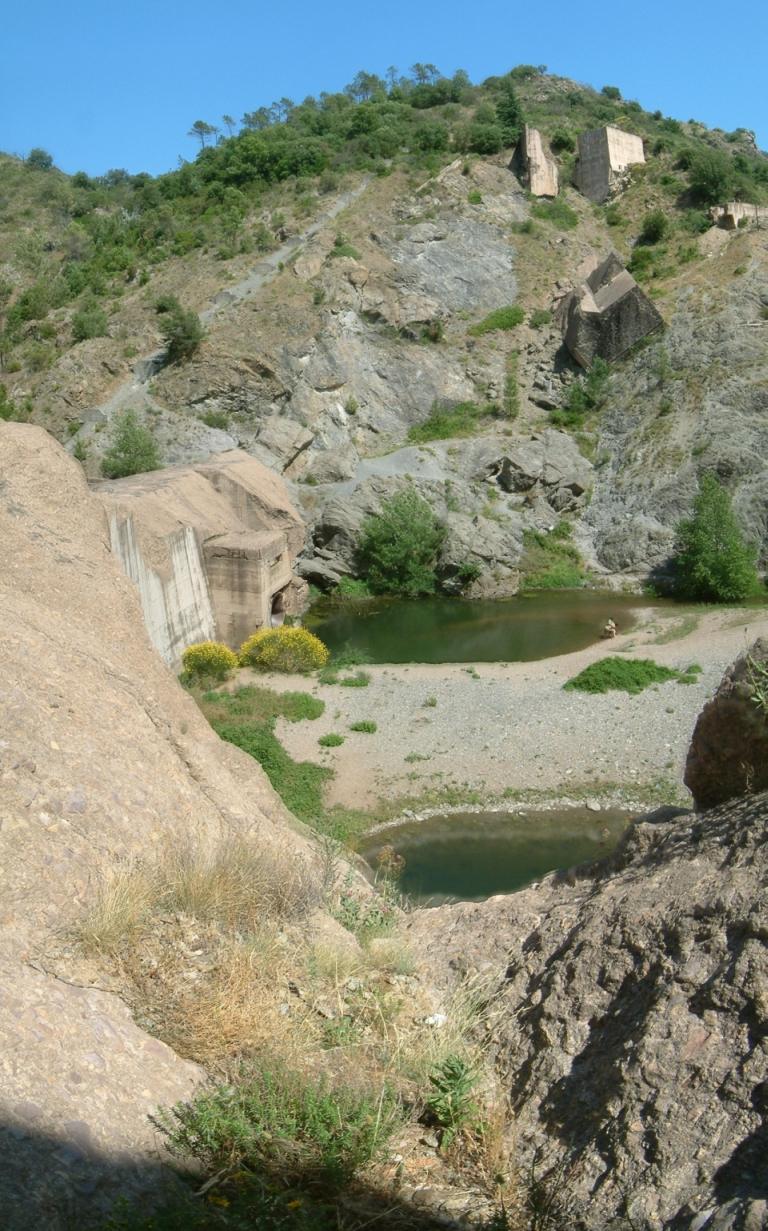
ダム本体跡（2007年撮影）
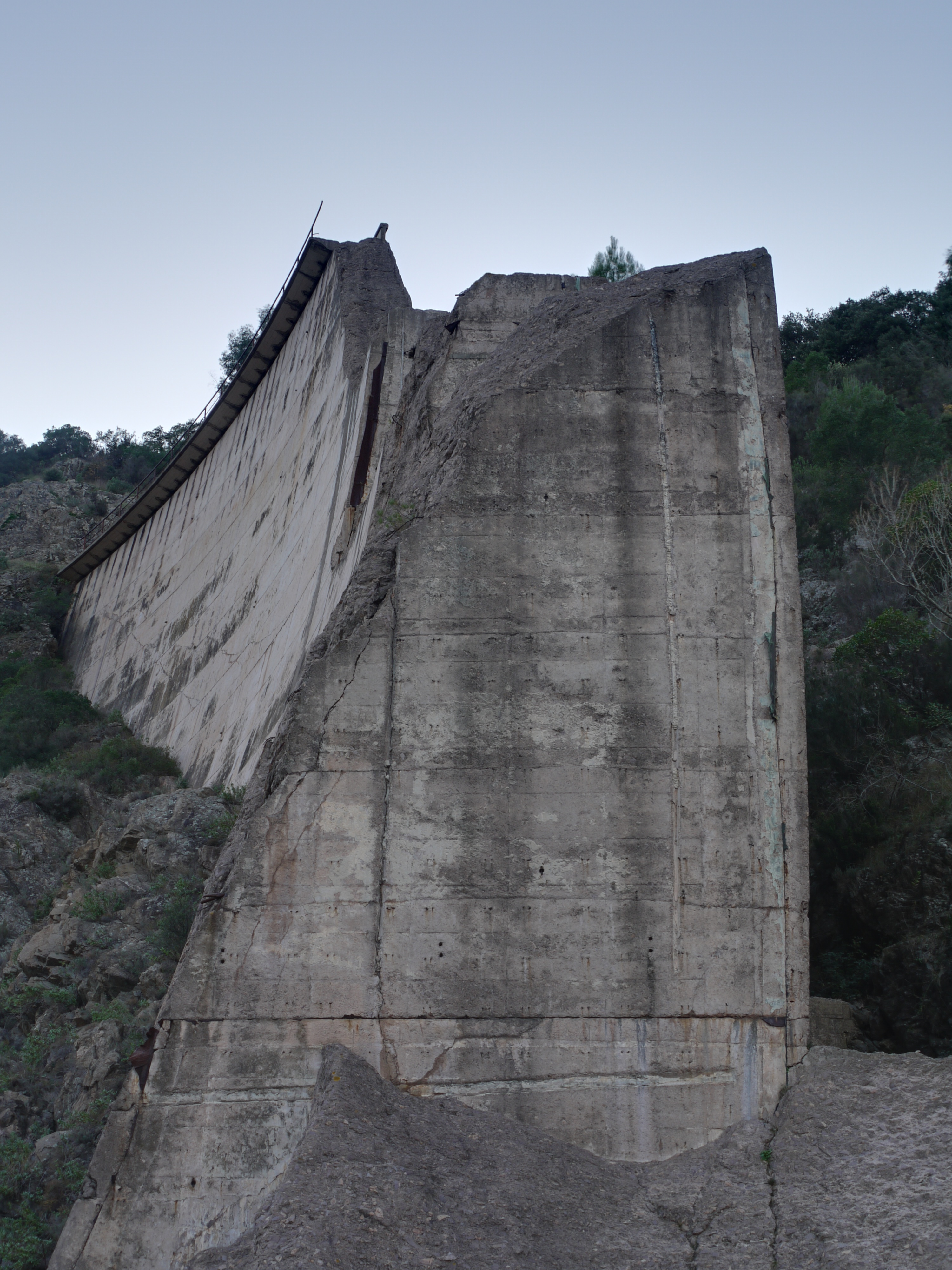
ダム本体跡（2009年撮影）